# Karmei Tzur
Karmei Tzur (en hebreo: כרמי צור) es un asentamiento israelí comunitario situado en Cisjordania (denominada por Israel como el Área de Judea y Samaria), en los montes de Judea, Palestina. El municipio se encuentra al norte de Hebrón, en las colinas de Judea, entre los pueblos palestinos de Beit Ummar y Halhul. La comunidad nacional religiosa pertenece a la jurisdicción del Concejo Regional de Gush Etzion.  En 2016, el municipio tenía una población de 1.047 habitantes.

## Historia
Karmei Tzur, que significa "Viñedos (o olivares) de la roca" o "Viñedos incondicionales", fue establecido en 1984 por un grupo de estudiantes de Har Etzion Yeshiva en Alon Shvut, y recibió el nombre de la cercana de Hasmonea y Bíblica lugar de Beth-Zur